# Teucholabis gowdeyi
Teucholabis gowdeyi är en tvåvingeart. Teucholabis gowdeyi ingår i släktet Teucholabis och familjen småharkrankar.

## Underarter
Arten delas in i följande underarter:
- T. g. gowdeyi
- T. g. nigroterminalis